# Карамзино
Карамзино, още Карахамза или Кара Хамза (на гръцки: Καλλίπολη, Калиполи, катаревуса: Καλλίπολις, Калиполис, до 1926 Καράμζα, Карамза), е село в Егейска Македония, Гърция, област Централна Македония, дем Въртокоп. Населението му е 484 души (2001).

## География
Селото е разположено на 15 m надморска височина в Солунското поле на около 13 km западно от Енидже Вардар (Яница) и на 25 km източно от Воден (Едеса).

## История

### В Османската империя
В началото на XX век Карамзино е смесено турско-българско село в Ениджевардарска кааза на Османската империя. Според статистиката на Васил Кънчов („Македония. Етнография и статистика“) в 1900 година Кара Амзинъ (Карамзино) има 40 жители българи и 250 турци.
По данни на секретаря на Българската екзархия Димитър Мишев („La Macédoine et sa Population Chrétienne“) в 1905 година в Карамджино (Karamdjino) има 48 българи патриаршисти гъркомани.

### В Гърция
По време на Балканската война в 1912 година в селото влизат гръцки части и селото остава в Гърция след Междусъюзническата война в 1913 година. Българското население се изселва. Боривое Милоевич пише в 1921 година („Южна Македония“), че Карамза има 75 къщи турци.
След Гръцко-турската война в 1924 година турското население се изселва и в него са настанени тракийски гърци бежанци от Източна Тракия градчето Галиполи и околностите му. Джамията в центъра на селото е превърната на църква. В 1926 година селото е прекръстено на Калиполис, гръцката форма на името Галиполи. В 1928 година селото е чисто бежанско със 74 бежански семейства и 279 жители бежанци.
| Име          | Име              | Ново име | Ново име | Описание                   |
| ------------ | ---------------- | -------- | -------- | -------------------------- |
| Арап Кюпрусу | Άράπ Κιουπρουσοΰ | Гефири   | Γεφύρι   | местност на С от Карамзино |

| Година    | 1913 | 1920 | 1928 | 1940 | 1951 | 1961 | 1971 | 1981 | 1991 | 2001 | 2011 | 2021 |
| --------- | ---- | ---- | ---- | ---- | ---- | ---- | ---- | ---- | ---- | ---- | ---- | ---- |
| Население | 274  | 273  | 274  | 484  | 411  | 430  | 478  | 518  | 556  | 484  | 456  | 386  |